# Большая украинская энциклопедия
Большая украинская энциклопедия (укр. Велика українська енциклопедія сокращённо БУЭ) — универсальное энциклопедическое издание на украинском языке, издается с 2016 года. Первая универсальная энциклопедия на украинском языке, издаваемая после провозглашения независимости Украины.
Основная цель «Большой украинской энциклопедии» — подать для широкой читательской общественности систематизированный набор современных достоверных научных сведений из всех отраслей человеческих знаний в удобном для пользования формате. Издание призвано систематизировать и способствовать распространению научных знаний о развитии человеческой цивилизации и вклад Украины в мировую историю и культуру.
Реализовывается при участии Национальной академии наук Украины (базовыми учреждениями НАН Украины по реализации этого проекта определен Институт политических и этнонациональных исследований имени И. Ф. Кураса, Институт энциклопедических исследований) и Государственный комитет телевидения и радиовещания Украины Государственное предприятие «Всеукраинское государственное специализированное издательство „Украинская энциклопедия“ имени Н. П. Бажана».
Запланированный объём издания: 80 000 статей в 30 томах. Первоначально издание планировалось на 2013—2020 года, а в 2015 году окончание издания было перенесено на 2026 год. Тем не менее, публикацию энциклопедии тормозит недостаток средств. На конец 2020 года выпущено всего три алфавитных тома.
Кроме бумажной, существует электронная интернет-версия энциклопедии. От печатной версии электронный портал отличается тем, что статьи на нём представлены в большем формате, они имеют аудио версии, а это дает доступ к энциклопедии пользователям с нарушением зрения. К тому же статьи сопровождаются дополнительными видео- и аудиоматериалами, они насыщены бо́льшим количеством иллюстраций — фотографиями, картами, схемами, графиками, диаграммами, рисунками.

## История
Впервые с инициативой подобного издания украинские учёные выступили в 1992 году, но идея не получила одобрения.
6 апреля 2001 года на общем собрании Национальной академии наук Украины академик НАН Украины, сопредседатель редакционной коллегии «энциклопедии современной Украины» Иван Дзюба выступил с докладом на тему «Национальная энциклопедия Украины как приоритетное академический проект XXI века», в котором впервые официально было озвучено мнение о возможности и целесообразности создания современной украинской универсальной энциклопедии. Позже И. М. Дзюба возглавил координационную группу, которая разработала концепцию и словарь этого издательского проекта. Выпуск 25-томной энциклопедии уже согласовали на бумаге, но из-за частой смены правительств подписанный указ остался в архивах.
2 января 2013 года президент Украины Виктор Янукович подписал указ № 1/2013 «О Большой украинской энциклопедии», где значилось: «Поддержать предложение Национальной академии наук Украины относительно подготовки и издания в течение 2013—2020 годов Большой украинской энциклопедии».
Научное руководство процессом было поручено Национальной академии наук Украины, а материально-техническое обеспечение — Правительству Украины. Проект планируется реализовать на базе нового государственного научного учреждения — «Энциклопедического издательства имени Бажана». Правительство должно будет создать эту организацию путём реорганизации госпредприятия «Всеукраинское государственное специализированное издательство „Украинская энциклопедия“ имени Николая Бажана» и главной редакции Свода памятников истории и культуры Украины при том же издательстве.
Новость вызвала неоднозначную реакцию. Со стороны критиков звучали мнения, об абсурдности издания подобной энциклопедии в эпоху бурного развития интернета, почти через год после того, как представители «Энциклопедии Британника» объявили, что больше не будут печатать её, а будут выпускать только на цифровых носителях. По словам исполнительного директора «Викимедиа Украина» Юрия Пероганича: «Бесспорно, государственную, научную, авторитетную энциклопедию готовить надо. Другой вопрос, нужна ли она в бумажном виде. Я не уверен. Поскольку охват интернетом очень быстро растёт, в этом, возможно, целесообразности нет».
Как отмечала Украинская служба BBC, само издательство при этом находилось в весьма непригодном состоянии: «ободранные стены, облупленная краска на окнах, старая советская мебель и новые соседи, которые никак не завершат ремонт на последнем этаже… „Цитадель“, как её называет Михаил Зяблюк, в центре Киева на протяжении лет независимости приходилось постоянно защищать от попыток городской власти продать её под офисный центр. И сейчас здание не производит впечатления редакции, в которой кипит работа — в кабинете руководителя нет компьютера, а организация даже не имеет своего сайта».
В марте того же года был разработан документ в выполнение указа Президента Украины разработал Госкомтелерадио. Согласно этому нормативно-правовому акту, Национальная академия наук будет работать над разработкой концепции и словаря энциклопедии, а Госкомтелерадио будет способствовать освещению в СМИ процесса ее подготовки. Распоряжение регламентировало создание государственного научного учреждения «Энциклопедическое издательство», которое должно было реализовать идею сочетания научной и редакционно-издательской деятельности как составляющих одного процесса в подготовке и выпуске указанной энциклопедии и других справочно-энциклопедических изданий.
В течение 2013—2014 годов, до выхода на пенсию, эту структуру возглавлял украинский историк и политолог, доктор исторических наук, профессор Юрий Шаповал. В 2014—2015 годах обязанности директора исполнял доктор исторических наук, профессор Владимир Кривошея.
12 января 2015 года президент Украины Петр Порошенко подписал указ № 7/2015 «Вопросы подготовки и издания Большой украинской энциклопедии», который внёс изменения в прежний указ. Теперь предстояло «Поддержать предложение Национальной академии наук Украины по подготовке и изданию в течение 2013—2026 годов многотомной Большой украинской энциклопедии в электронном и бумажном виде». Полномочия по созданию энциклопедии были переданы созданному вместо издательства «Украинская энциклопедия» научному учреждению.
В феврале 2015 года директором Государственного научного учреждения «Энциклопедическое издательство» назначена доктор исторических наук, профессор Алла Киридон.
В феврале 2016 года Киридон отмечала, что планировалось издавать по 6 томов в год, всего должно быть издано 30 томов, а само издание должно было завершиться к концу 2026 года.
В конце 2016 года вышел первый том («А — Акц»). Его презентация состоялась 28 марта 2017 года в Большом конференц-зале НАН Украины. Алла Киридон отметила, что том содержит около 1700 статей, более тысячи карт и рисунков работы художника Михаила Гутмана. Его подготовкой занимались «более 300 ведущих учёных, которые регионально представляют почти всю Украину. Это люди, которые работали за идею, при отсутствии гонораров». Большую украинскую энциклопедию она охарактеризовала энциклопедию как «амбициозный проект, который является интеллектуальной визитной карточкой нации» и отметила, что самый весомый акцент был сделан именно на украиноцентричности. «Нам хотелось показать, как мир переосмыслен с позиций украинских ученых». Она отметила, что издание в продажу не поступит, а будет распространяться согласно программе «Украинская книга» по библиотекам Украины, а через полгода начнёт появляться электронная версия на сайте издательства.
В марте 2018 года Киридон подчеркнула, что в связи с отсутствием средств существует нехватка кадров: «Кадровый потенциал недостаточен для продукта национального значения. Большая украинская энциклопедия — это не дело одного научного учреждения, где предельная численность работников — 67 человек. Но с учетом недостаточного финансирования работников вдвое меньше. А что касается ученых, то их вообще три четверти от необходимого… Финансирования на гонорары нет. В учреждении 19 учёных. Универсальная энциклопедия должна включать все направления, и 19 человек — это очень мало даже по одному направлению».
13 декабря 2018 года государственное научное учреждение «Энциклопедическое издательство» представило онлайн-версию «Большой украинской энциклопедии». Сайт позиционируется организацией как универсальная научно-популярная мультимедийная энциклопедия с иллюстративным материалом (фотографии, карты, схемы, графики, диаграммы, чертежи, рисунки, рисунки), а также аудио и видео.
В апреле 2020 года в условиях чрезвычайной ситуации, вызванной пандемией COVID-19 Государственное научное учреждение «Энциклопедическое издательство» обратилось ко всем специалистам медицинского профиля с просьбой предоставить статьи по актуальным проблемам жизненных вызовов (направление «Медицина») для обнародования на портале «Большой украинской энциклопедии».
16 ноября 2020 года в Киеве в информационном агентстве «Укрінформ» состоялась презентация сигнальных экземпляров второго и третьего томов, которыми завершены статьи на букву «А».

## Вышедшие тома
| Том | Библиографическое описание |
| --- | --- |
| —   | Велика українська енциклопедія. Сло́вник / кер. авт. колективу д-р іст. наук, проф. Киридон А. М.. — К. : Державна наукова установа «Енциклопедичне видавництво», 2015. — 1408 с. — ISBN 978-617-7288-19-9.                                   |
| 1   | А — Акц. — К. : Державна наукова установа «Енциклопедичне видавництво», 2018. — 592 с. — (Велика українська енциклопедія : [у 30 т.] / Упорядник д. і. н., проф. Киридон А. М. ; 2018—, т. 1). — ISBN 978-617-7238-39-2.                     |
| 2   | Акц — Аор. — К. : Державна наукова установа «Енциклопедичне видавництво», 2020. — 768 с. — (Велика українська енциклопедія : [у 30 т.] / Упорядник д. і. н., проф. Киридон А. М. ; 2018—, т. 2). — сигнальний екз. — ISBN 978-617-7238-39-2. |
| 3   | Апа — Аят. — К. : Державна наукова установа «Енциклопедичне видавництво», 2020. — 712 с. — (Велика українська енциклопедія : [у 30 т.] / Упорядник д. і. н., проф. Киридон А. М. ; 2018—, т. 3). — сигнальний екз. — ISBN 978-617-7238-39-2. |